# Fabi Fabul
Fabi Fabul (en llatí Fabius Fabullus) va ser una de les persones a les que es va atribuir la mort de l'emperador Galba l'any 69. Era el que va portar el cap de l'emperador per exhibir-lo en públic, i com que Galba era calb, l'havia d'agafar per l'orella i finalment li va clavar una llança i va exhibir el cap a la seva punta. Podria ser la mateixa persona que el Fabi Fabul que va ser llegat de la Legio V que va servir sota Vitel·li i que es va posar al capdavant d'un motí contra Aule Cecina Aliè. Tàcit diu que Vitel·li va fer matar tots els assassins de Galba pel que cal suposar que Fabul va morir finalment per ordre de Vitel·li.